# Солнечная электростанция
Солнечная электростанция (СЭС) — инженерное сооружение, преобразующее солнечную радиацию в электрическую энергию. Способы преобразования солнечной энергии различны и зависят от конструкции электростанции.

## Типы солнечных электростанций
Все солнечные электростанции (СЭС) подразделяют на несколько типов:
- СЭС башенного типа;
- СЭС тарельчатого типа;
- СЭС, использующие фотоэлектрические модули (фотобатареи);
- СЭС, использующие параболические концентраторы;
- Комбинированные СЭС;
- Аэростатные солнечные электростанции;
- Солнечно-вакуумные электростанции.

### СЭС башенного типа
Данные электростанции основаны на принципе получения водяного пара с использованием солнечной радиации, являются термодинамическими солнечными электростанциями, основанными на тепловом двигателе (фактически это разновидность тепловой электростанции), используется классический цикл Ренкина на водяном паре. В центре станции стоит башня высотой от 18 до 24 метров (в зависимости от мощности и некоторых других параметров высота может быть больше либо меньше), на вершине которой находится особым образом сконструированный паровой котëл, предназначенный для преобразования энергии излучения в тепловую энергию. Поверхности нагрева этого котла покрашены в чёрный цвет для поглощения теплового и видимого излучения. Также в этой башне находится насосная группа, доставляющая воду в котёл от конденсатора турбогенератора, который находится вне башни. По кругу от башни на некотором расстоянии располагаются гелиостаты.
Гелиостат — зеркало площадью в несколько квадратных метров, закреплённое на опоре и подключённое к общей системе позиционирования. То есть, в зависимости от положения солнца, зеркало будет менять свою ориентацию в пространстве. Основная и самая трудная задача — это позиционирование всех зеркал станции так, чтобы в любой момент времени все отражённые лучи от них попали на поверхности нагрева котла. В ясную солнечную погоду температура котла может достигать 700 °C0 . Такие температурные параметры используются на большинстве традиционных тепловых электростанций, поэтому для получения энергии используются стандартные турбины. Фактически на станциях такого типа можно получить сравнительно большой КПД (около 20 %) и высокие мощности.

### СЭС тарельчатого типа
Данный тип термодинамических СЭС использует принцип получения электроэнергии, схожий с таковым у башенных СЭС, но есть отличия в конструкции самой станции, и самым главным отличием является в том числе использование другого термодинамического цикла для получения работы. Станция состоит из отдельных модулей. Модуль состоит из опоры, на которую крепится ферменная конструкция приемника и отражателя. Приёмник расположен примерно в области концентрации отражённого солнечного света. Отражатель состоит из зеркал в форме, напоминающей тарелки (отсюда название), радиально расположенных на ферме. Диаметры этих зеркал достигают 2 метров, а количество зеркал — нескольких десятков (в зависимости от мощности модуля). Такие станции могут состоять как из одного модуля (автономные), так и из нескольких десятков (работа параллельно с сетью). Приёмник излучения состоит из двигателя Стирлинга с зачернëнной поверхностью цилиндра, системой охлаждения (установлен вентилятор, прогоняющий воздух через оребрение цилиндра) и синхронного генератора. 

### СЭС, использующие фотоэлектрические модули
СЭС этого типа в настоящее время очень распространены, так как в общем случае СЭС состоит из большого числа отдельных модулей (фотобатарей) различной мощности и выходных параметров. Данные СЭС широко применяются для энергообеспечения как малых, так и крупных объектов (частные коттеджи, пансионаты, санатории, промышленные здания и т. д.). Фотоэлектрические модули и массивы производят электричество постоянного тока. Они могут быть подключены как в последовательном, так и в параллельном электрическом устройстве к инвертору для получения любой требуемой комбинации напряжения и тока. Устанавливаться фотобатареи могут практически везде, начиная от кровли и фасада здания и заканчивая специально выделенными территориями. Установленные мощности тоже колеблются в широком диапазоне, начиная от снабжения отдельных насосов, заканчивая электроснабжением городов.

##### Балконная электростанция
Наиболее распространены дешёвые балконные электростанции для одной-двух панелей общей мощностью 600—800 Вт. Если балконная СЭС подключается через микроинвертор к квартирной государственной сети, то требуется регистрация:
- микроинвертор должен автоматически отключать фото-панели при отключении сети 220В (при потере внешней синхронизации)
- электросчетчик должен иметь блокировку обратного хода, или быть двунаправленным в случае продажи энергии в сеть (микрогенерация)

В Австрии эксплуатация регулируется стандартом ÖNORM (ÖNORM E 8001-4-712[23]). В Германии — VDE (VDE-AR-N 4105).

### СЭС, использующие параболоцилиндрические концентраторы
Принцип работы данных термодинамических СЭС заключается в нагревании теплоносителя до параметров, пригодных к использованию в турбогенераторе, точно так же как и на башенных СЭС, в них используется цикл Ренкина. 
Конструкция СЭС: на ферменной конструкции устанавливается длинное параболоцилиндрическое зеркало, а в фокусе параболы устанавливается трубка с зачернëнной поверхностью и прозрачной вакуумированной оболочкой (необходима, чтобы исключить теплопотери от контакта с атмосферным воздухом), по которой течет высокотемпературный жидкий теплоноситель (чаще всего термомасло). Пройдя весь путь, теплоноситель разогревается и в парогенераторе отдаёт теплоту воде, которая при повышенном давлении превращается в пар и поступает на турбогенератор, где совершает работу.

### СЭС, использующие двигатель Стирлинга
Представляют собой СЭС с параболическими концентраторами, у которых в фокусе установлен двигатель Стирлинга. Существуют конструкции двигателей Стирлинга, которые непосредственно преобразуют колебания поршня в электрическую энергию, без использования кривошипно-шатунного механизма. Это позволяет достичь высокой эффективности преобразования энергии. Эффективность таких электростанций достигает 31,25 %. В качестве рабочего тела используется водород или гелий.

### Аэростатные СЭС
Аэростатные солнечные станции (СЭС) бывают 2 типов: первый — солнечные элементы располагаются на поверхности аэростата. При этом КПД не превышает КПД солнечных батарей и составляет около 15 % (в пределе может достигать 40 %). В конструкции второго типа в качестве рефлектора используется параболическая, вогнутая давлением газа, металлизированная плёнка, которая служит для концентрации солнечной энергии. Стоимость квадратного метра которой мала в сравнении с солнечными батареями и любыми отражающими поверхностями. Располагаясь на высоте более 20 км аэростат не боится затенения при облачной погоде, а двигаясь с воздушными потоками не испытывает ветровых нагрузок. Верхняя часть выполнена из прозрачной плёнки с армировкой, посредине парабола пленочного концентратора из армированной металлизированной плёнки, а в фокусе — термопреобразователь, охлаждаемый легким газом-водород, для системы с разложением воды, либо гелий в случае наличия системы дистанционной передачи энергии- например радио- или свч-излучением. Ориентировка шара на солнце осуществляется за счёт перекачки балластной жидкости(вода для водородного цикла), точная ориентировка — гироскопами. При необходимости в одном дирижабле может находиться несколько плавающих шаровидных модулей.

### Комбинированные СЭС
Часто на СЭС различных типов дополнительно устанавливают теплообменные аппараты для получения горячей воды, которая используется как для технических нужд, так и для горячего водоснабжения и отопления. В этом и состоит суть комбинированных СЭС. Также на одной территории возможна параллельная установка концентраторов и фотобатарей, что тоже считается комбинированной СЭС.

### Солнечно-вакуумные электростанции
Используют энергию воздушного потока, искусственно создаваемого путём использования разности температур воздуха в приземном слое воздуха, нагреваемого солнечными лучами в закрытом прозрачными стёклами участке, и на некоторой высоте. Состоят из накрытого стеклянной крышей участка земли и высокой башни, у основания которой расположена воздушная турбина с электрогенератором. Вырабатываемая мощность растет с ростом разности температур, которая увеличивается с высотой башни. Путём использования энергии нагретой почвы способны работать почти круглосуточно, что является их серьёзным преимуществом.

## Крупнейшие солнечно-тепловые электростанции на Земле
| Мощность МВт | Название                        | Страна                      | Местоположение                   | Координаты                       | Тип                                                                                          | Примечание |
| ------------ | ------------------------------- | --------------------------- | -------------------------------- | -------------------------------- | -------------------------------------------------------------------------------------------- | --- |
| 510          | СЭС Уарзазат                    | Марокко                     | Драа — Тафилалет                 | 30°59′ с. ш. 6°51′ з. д.         | Noor I, Noor II — параболоцилиндрический концентратор; Noor III — башенный гелиоконцентратор | с тремя хранилищами 1-я очередь закончена в 2016 году                                                                                           |
| 392          | СТЭС Айвонпа                    | Соединённые Штаты Америки   | Сан-Бернардино, Калифорния       | 35°34′ с. ш. 115°28′ з. д.       | башенный                                                                                     | Введена в эксплуатацию 13 февраля 2014 |
| 354          | Solar Energy Generating Systems | Соединённые Штаты Америки   | Пустыня Мохаве, Калифорния       | 35°01′54″ с. ш. 117°20′53″ з. д. | параболоцилиндрический концентратор                                                          | СЭС состоит из 9-ти очередей |
| 280          | Mojave Solar Project            | Соединённые Штаты Америки   | Барстоу, Калифорния              | 35°00′40″ с. ш. 117°19′30″ з. д. | параболоцилиндрический концентратор                                                          | Строительство завершено в декабре 2014 года |
| 280          | Solana Generating Station       | Соединённые Штаты Америки   | Аризона                          | 32°55′ с. ш. 112°58′ з. д.       | параболоцилиндрический концентратор                                                          | Строительство завершено в октябре 2013 года |
| 250          | Genesis Solar Energy Project    | Соединённые Штаты Америки   | Блайт, Калифорния                | 33°38′37″ с. ш. 114°59′16″ з. д. | параболоцилиндрический концентратор                                                          | В эксплуатации с 24 апреля 2014 года |
| 200          | Solaben Solar Power Station     | Испания                     | Логросан, Испания                | 39°13′29″ с. ш. 5°23′26″ з. д.   | параболоцилиндрический концентратор                                                          | 3-я очередь закончена в июне 2012 2-я очередь закончена в октябре 2012 1-я и 6-я очереди закончены в сентябре 2013                              |
| 150          | Solnova Solar Power Station     | Испания                     | Санлукар-ла-Майор, Испания       | 37°25′00″ с. ш. 06°17′20″ з. д.  | параболоцилиндрический концентратор                                                          | 1-я и 3-я очереди завершены в мае 2010 4-я очередь завершена в августе 2010                                                                     |
| 150          | Andasol Solar Power Station     | Испания                     | Гуадикс, Испания                 | 37°13′42″ с. ш. 3°04′06″ з. д.   | параболоцилиндрический концентратор                                                          | Заверено строительство: Andasol 1 (2008), Andasol 2 (2009), Andasol 3 (2011). Каждый имеет тепловой резервуар рассчитанный на 7,5 часов работы. |
| 150          | Extresol Solar Power Station    | Испания                     | Торре-де-Мигель-Сесмеро, Испания | 38°39′ с. ш. 6°44′ з. д.         | параболоцилиндрический концентратор                                                          | Строительство завершено: Extresol 1 и 2 (2010), Extresol 3 (2012). Каждый имеет тепловое хранилище рассчитанное на 7,5 часов работы             |
| 110          | Crescent Dunes                  | Соединённые Штаты Америки   | Най, Невада                      | 38°14′ с. ш. 117°22′ з. д.       | башенный                                                                                     | в эксплуатации с сентября 2015 |
| 100          | KaXu Solar One                  | Южно-Африканская Республика | ЮАР                              | 28°53′40″ ю. ш. 19°35′53″ в. д.  | параболоцилиндрический концентратор                                                          | с хранилищем на 2,5 часа |
| Мощность МВт | Название                        | Страна                      | Местоположение                   | Координаты                       | Тип                                                                                          | Примечание |

## Крупнейшие фотоэлектростанции на Земле
[уточнить]
| Пиковая мощность, МВт | Местонахождение                     | Описание | МВт·ч / год |
| --------------------- | ----------------------------------- | --- | ----------- |
| 2245                  | Джодхпур, Индия                     | Крупнейшая в мире солнечная электростанция                                                                      |             |
| 1170                  | Абу-Даби, ОАЭ                       | 3 200 000 солнечных модулей                                                                                     |             |
| 550                   | Калифорния, США                     | 9 000 000 солнечных модулей                                                                                     |             |
| 550                   | пустыня Мохаве, Калифорния, США     | |             |
| 300                   | Калифорния, США                     | >1 700 000 солнечных модулей                                                                                    |             |
| 290                   | Агуа-Калиенте, Аризона, США         | 5 200 000 солнечных модулей                                                                                     | 626 219     |
| 250                   | Сан-Луис-Обиспо, Калифорния, США    | |             |
| 213                   | Чаранка, Гуджарат, Индия            | Комплекс из 17 отдельных электростанций, самая крупная из которых имеет мощность 25 МВт.                        |             |
| 206                   | округ Империал, Калифорния, США     | >3 000 000 солнечных модулей Самая мощная станция в мире, использующая технологию ориентации модулей по Солнцу. |             |
| 200                   | Голмуд, Китай                       | | 317 200     |
| 200                   | округ Империал, Калифорния, США     | |             |
| 170                   | округ Империал, Калифорния, США     | |             |
| 166                   | Шипкау, Германия                    | |             |
| 150                   | округ Кларк, Невада, США            | |             |
| 150                   | округ Марикопа, Аризона, США        | 800 000 солнечных модулей                                                                                       | 413 611     |
| 145                   | Нойхарденберг, Германия             | 600 000 солнечных модулей                                                                                       |             |
| 143                   | округ Керн, Калифорния, США         | |             |
| 139                   | округ Империал, Калифорния, США     | 2 300 000 солнечных модулей                                                                                     |             |
| 130                   | округ Империал, Калифорния, США     | 2 000 000 солнечных модулей                                                                                     |             |
| 125                   | округ Марикопа, Аризона, США        | > 600 000 солнечных модулей                                                                                     |             |
| 105,56                | Перово, Крым                        | 455 532 солнечных модулей                                                                                       | 132 500     |
| 100                   | Пустыня Атакама, Чили               | > 310 000 солнечных модулей                                                                                     |             |
| 97                    | Сарния, Канада                      | >1 000 000 солнечных модулей                                                                                    | 120 000     |
| 84,7                  | Эберсвальде, Германия               | 317 880 солнечных модулей                                                                                       | 82 000      |
| 84,2                  | Монтальто-ди-Кастро, Италия         | |             |
| 82,65                 | Охотниково, Крым                    | 355 902 солнечных модулей                                                                                       | 100 000     |
| 80,7                  | Финстервальде, Германия             | |             |
| 75                    | Самарская СЭС, Самарская область    | |             |
| 73                    | Лопбури, Таиланд                    | 540 000 солнечных модулей                                                                                       | 105 512     |
| 69,7                  | Николаевка, Крым                    | 290 048 солнечных модулей                                                                                       |             |
| 55                    | Речица, Белоруссия                  | почти 218 тысяч солнечных модулей                                                                               |             |
| 54,8                  | Килия, Украина                      | 227 744 солнечных модулей                                                                                       |             |
| 49,97                 | СЭС «Бурное» с Нурлыкент, Казахстан | 192 192 солнечных модулей                                                                                       | 74000       |
| 46,4                  | Амарележа, Португалия               | >262 000 солнечных модулей                                                                                      |             |
| 43                    | Долиновка, Украина                  | 182 380 солнечных модулей                                                                                       | 54 399      |
| 43                    | Староказачье, Украина               | 185 952 солнечных модулей                                                                                       |             |
| 40                    | Орска СЭС, Оренбургская область     | |             |
| 34                    | Арнедо, Испания                     | 172 000 солнечных модулей                                                                                       | 49 936      |
| 33                    | Кюрбан, Франция                     | 145 000 солнечных модулей                                                                                       | 43 500      |
| 31,55                 | Митяево, Крым                       | 134 288 солнечных модулей                                                                                       | 40 000      |
| 18,48                 | Соболи, Белоруссия                  | 84 164 солнечных модулей                                                                                        |             |
| 11                    | Серпа, Португалия                   | 52 000 солнечных модулей                                                                                        |             |
| 10,1                  | Ирлява, Украина                     | | 11 000      |
| 10                    | Ралевка, Украина                    | 10 000 солнечных модулей                                                                                        | 8 820       |
| 9,8                   | Лазурное, Украина                   | 40 000 солнечных модулей                                                                                        | 10 934      |
| 7,5                   | Родниково, Крым                     | 30 704 солнечных модулей                                                                                        | 9 683       |
| 1                     | Батагай, Якутия                     | 3 360 солнечных модулей крупнейшая СЭС за полярным кругом                                                       |             |
| Пиковая мощность, МВт | Местонахождение                     | Описание | МВт·ч / год |

| Год(a)                                          | Название станции                     | Страна   | Мощность МВт |
| ----------------------------------------------- | ------------------------------------ | -------- | ------------ |
| 1982                                            | Lugo                                 | США      | 1            |
| 1985                                            | Carrisa Plain                        | США      | 5,6          |
| 2005                                            | Bavaria Solarpark (Mühlhausen)       | Германия | 6,3          |
| 2006                                            | Erlasee Solar Park                   | Германия | 11,4         |
| 2008                                            | Olmedilla Photovoltaic Park          | Испания  | 60           |
| 2010                                            | Sarnia Photovoltaic Power Plant      | Канада   | 97           |
| 2011                                            | Huanghe Hydropower Golmud Solar Park | Китай    | 200          |
| 2012                                            | Agua Caliente Solar Project          | США      | 290          |
| 2014                                            | Topaz Solar Farm                     | США      | 550          |
| 2020                                            | Bhadla Solar Park                    | Индия    | 2245         |
| (a) по году окончательного ввода в эксплуатацию |                                      |          |              |

## Влияние на окружающую среду
По некоторым сведениям, птицы регулярно погибают в воздухе над СЭС башенного типа, если они оказываются слишком близко к зоне концентрации солнечного света вокруг башни, к примеру, на СЭС Айвонпа, в Калифорнии, в среднем одно насекомое или птица погибает каждые 2 минуты.